# Черепин (Киевская область)
Черепи́н (укр. Черепин) — село, входит в Белоцерковский район Киевской области Украины.
Население по переписи 2001 года составляло 665 человек. Почтовый индекс — 09814. Телефонный код — 4560. Занимает площадь 2,4 км². Код КОАТУУ — 3224688201.

## Местный совет
09814, Київська обл., Тетіївський р-н, с.Черепин